# Velja Gorana
Velja Gorana este un sat din comuna Bar, Muntenegru. Conform datelor de la recensământul din 2003, localitatea are 386 de locuitori (la recensământul din 1991 erau 515 locuitori).

## Demografie
În satul Velja Gorana locuiesc 321 de persoane adulte, iar vârsta medie a populației este de 43,1 de ani (42,1 la bărbați și 44,2 la femei). În localitate sunt 98 de gospodării, iar numărul mediu de membri în gospodărie este de 3,94.
Populația localității este foarte eterogenă.
|  |

| Demografie | Demografie | Demografie |
| An         | Locuitori  | Locuitori  |
| ---------- | ---------- | ---------- |
|            |            |            |
|            |            |            |
|            |            |            |
|            |            |            |
| 1948       | 478        |            |
| 1953       | 511        |            |
| 1961       | 548        |            |
| 1971       | 567        |            |
| 1981       | 602        |            |
| 1991       | 515        | 450        |
| 2003       | 466        | 386        |

| \| Componența etnică conform recensământului din 2003[2] \| Componența etnică conform recensământului din 2003[2] \| Componența etnică conform recensământului din 2003[2] \| Componența etnică conform recensământului din 2003[2] \| Componența etnică conform recensământului din 2003[2] \| \| ----------------------------------------------------- \| ----------------------------------------------------- \| ----------------------------------------------------- \| ----------------------------------------------------- \| ----------------------------------------------------- \| \| \| \| \| \| \| \| Musulmani \| Musulmani \| \| 226 \| 58,54% \| \| Muntenegreni \| Muntenegreni \| \| 126 \| 32,64% \| \| Albanezi \| Albanezi \| \| 11 \| 2,84% \| \| Bosniaci \| Bosniaci \| \| 1 \| 0,25% \| \| necunoscută \| necunoscută \| \| 8 \| 2,07% \| |              |  |     |        |
| Componența etnică conform recensământului din 2003 |              |  |     |        |
| |              |  |     |        |
| Musulmani | Musulmani    |  | 226 | 58,54% |
| Muntenegreni | Muntenegreni |  | 126 | 32,64% |
| Albanezi | Albanezi     |  | 11  | 2,84%  |
| Bosniaci | Bosniaci     |  | 1   | 0,25%  |
| necunoscută | necunoscută  |  | 8   | 2,07%  |